# HD21728
HD21728 — хімічно пекулярна зоря спектрального класу A0, що має видиму зоряну величину в смузі V приблизно  8,7.
Вона  розташована на відстані близько 2740,8 світлових років від Сонця.

## Пекулярний хімічний вміст
Зоряна атмосфера GSC2354-77-1 має підвищений вміст 
Si
.